# Hatiora epiphylloides
Hatiora epiphylloides är en kaktusväxtart som först beskrevs av Paulo Campos Porto och Erich Werdermann, och fick sitt nu gällande namn av Franz Buxbaum. Hatiora epiphylloides ingår i släktet Hatiora och familjen kaktusväxter.

## Underarter
Arten delas in i följande underarter:
- H. e. bradei
- H. e. epiphylloides